# 신 콤플렉스
신 콤플렉스(God complex)는 개인의 능력, 권한, 또는 무과실성의 지속적으로 과장된 감정을 특징으로 하는 확고한 신념이다. 신 콤플렉스를 가진 사람은, 설령 반박할 수 없는 증거, 콤플렉스, 또는 풀 수 없는 문제 혹은 어렵거나 불가능한 일에 직면하더라도, 자신의 오류 또는 실패의 가능성을 인정하길 거부하거나 자신의 개인적 의견을 의심할 여지 없이 올바르다고 간주할 수 있다. 개인은 사회의 규칙을 무시하고 특별한 고려 또는 권한을 필요로 할 수 있다.
신 콤플렉스는 임상 용어나 진단 가능한 장애가 아니고, 진단 및 정신 장애(DSM)의 통계 편람에 나타나지 않는다.
신 콤플렉스 용어를 사용한 최초의 사람은 어니스트 존스 (1913-51)다. 응용 정신 분석학에서 수필의 내용 페이지 속 그의 설명에서는, 자신을 신이라 믿는 것으로 신 콤플렉스를 설명했다.

## 같이 보기
- 자대형 망상
- 광신주의
- 신
- 오만
- 자대광
- 메시아 콤플렉스
- 자기애성 인격 장애
- 신 놀이
- 예수의 정신건강